# 26 (tal)
26 er et lige heltal og det naturlige tal, som kommer efter 25 og efterfølges af 27.

## I matematik
Seksogtyve er
- et sammensat tal med divisorerne 1, 2 og 13.
- et semiprimtal (et tal med to forskellige primtalsfaktorer)

## Andet
- 26 er atomnummeret på grundstoffet jern.

| Matematik | Spire Denne artikel om matematik er en spire som bør udbygges. Du er velkommen til at hjælpe Wikipedia ved at udvide den. |

- Wikimedia Commons har flere filer relateret til 26 (tal)